# Sieben (album)
Sieben je studiové album od německé kapely In Extremo.

## Seznam skladeb
1. „Erdbeermund“ - 4:06
2. „Sefardim“ - 4:06
3. „Ave Maria“ - 5:41
4. „Mein Kind“ - 6:35
5. „Sagrada Trobar“ - 3:43
6. „Kuess Mich“ - 4:10
7. „Davert-Tanz“ - 3:10
8. „Melancholie“ - 4:25
9. „Albtraum“ - 4:05
10. „Pferdesegen“ - 2:52
11. „Nymphenzeit“ - 4:03
12. „Madre Deus“ - 3:29
13. „Segel Setzen“ - 3:46